# Rondeletia insularis
Rondeletia insularis är en måreväxtart som beskrevs av Nathaniel Lord Britton. Rondeletia insularis ingår i släktet Rondeletia och familjen måreväxter. Inga underarter finns listade i Catalogue of Life.